# 科里亚 (卡塞雷斯省)
科里亚，是西班牙埃斯特雷马杜拉卡塞雷斯省的一个市镇。总面积104平方公里，总人口12086人（2001年），人口密度116人/平方公里。

## 友好城市
- 法國 莱塞比耶